# Månesten (smykkesten)
Månesten er en varietet af orthoklas og hører dermed til gruppen af feldspat. Mineralet er halvgennemsigtigt/gennemskinneligt med en lagdelt struktur, hvilket på slebne sten giver et ”mystisk” blålighvidt genskær som Månen eller Månens spejling i vand.

## Forekomst
De bedste forekomster af månesten er på Sri Lanka. Derudover findes mineralet i Australien, Brasilien, Indien, Madagaskar, Myanmar, Østrig, Tanzania og USA.

## Anvendelse og overtro
Mineralet slibes til smykkesten, almindeligs som cabochon. Stenen kan være sårbar over før stød og ridses let på grund af den lave hårdhed.
Stenen hævdes at hjælpe på hovedpine og menstruationsproblemer og i øvrigt at styrke psyken.